# Idioma hakö
Hakö es una lengua austronesia perteneciente a la rama de lenguas salomónicas noroccidentales, es hablada en la isla de Buka, Región autónoma de Bougainville, Papúa Nueva Guinea.